# Ernst Wolff-Malm

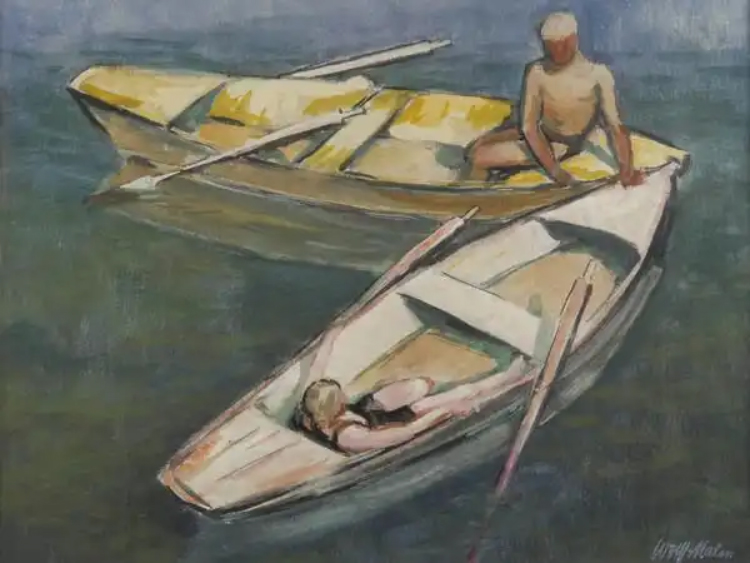
Ruderboote (1930)

Ernst Wolff-Malm (* 29. April 1885 in Basel; † 30. Dezember 1940 in Wiesbaden) war ein deutscher Maler und Grafiker.

## Biografie

Porträt der Verlobten Ellen Groß, um 1920, Öl auf Leinwand, Privatsammlung Wiesbaden

Ernst Wolff-Malm wurde als zweites von sechs Kindern des Kaufmanns Franz Wolff (1845–1906) und seiner Ehefrau Isabella, geb. Malm (1862–1946), geboren. 1895 zog seine Familie von Basel nach Wiesbaden. Ernst Wolff-Malm studierte von 1906 bis 1908 an der Großherzoglich-Badischen Akademie der Bildenden Künste in Karlsruhe bei dem Landschaftsmaler Gustav Schönleber und dem Tier- und Landschaftsmaler Julius Bergmann, im zweiten Jahr als dessen Meisterschüler.
1908 zeigte Wolff-Malm 50 Werke, meist Landschaften, in der Wiesbadener Galerie Banger. Seit 1910 stellte er auf den Ausstellungen des Nassauischen Kunstvereins e.V. in Wiesbaden aus, wo er seither wohnte.
Nach dem Studium verbrachte er 1912 bis 1914 einen Stipendiumaufenthalt in Rom. Dort wurde er von Arnold Böcklin und Hans von Marées beeinflusst. Von 1912 bis 1913 schuf er ein Fresko auf der inneren Stirnwand der Schwimmhalle des Kaiser-Friedrich-Bades in Wiesbaden.
Wolff-Malm nahm als Infanterist am Ersten Weltkrieg teil und erlitt eine Verwundung am Oberarm.
Ab 1936 passte Wolff-Malm sein Schaffen den Richtlinien der nationalsozialistischen Auffassung von Kunst an. Auf der Herbstausstellung des Gaues Hessen-Nassau im Frankfurter Römer 1936 wurde sein Gemälde „Mädchen im Heu“ von der Kritik als Höhepunkt der Ausstellung bezeichnet. Das Gemälde „Penthesilea“ wurde 1938 auf der Großen Deutschen Kunstausstellung im Haus der Kunst München von Hitler angekauft.
1937 schuf er Mosaiken für die neuen Räume der Brunnenkolonnade. Er entwarf 1938 zwölf Supraporte mit Tierkreiszeichen in der Theaterkolonnade.